# Scutula epiblastematica
Scutula epiblastematica är en lavart som först beskrevs av Carl (Karl) Friedrich Wilhelm Wallroth, och fick sitt nu gällande namn av Rehm. Scutula epiblastematica ingår i släktet Scutula, och familjen Pilocarpaceae. Arten är reproducerande i Sverige.